# Банкрот (фильм, 2009)
«Банкрот» — художественный фильм кинорежиссёра Игоря Масленникова. Последняя режиссёрская работа Масленникова, снятая по пьесе Александра Островского «Свои люди — сочтёмся».
Фильм снимался в Вологде в 2009 году. Премьера фильма состоялась 30 октября 2009 года.

## Сюжет
Капризная и недалекая купеческая дочь на выданье Липочка (Яна Лакоба), сидя у окна, начинает свои рассуждения о том, каким приятным занятием являются танцы. Входит её мать Аграфена Кондратьевна (Нина Усатова) и они вместе начинают мечтать о женихе для дочки, затем ссорятся. Появляется сваха Устинья Наумовна (Лия Ахеджакова). Мать и дочь наперебой ей рассказывают свои требования к жениху, однако же требования у них разные: Липочке нужен жених из благородных, а мать требует непременно старообрядца из купцов.
В доме появляется выгнанный из суда стряпчий Сысой Псоич Рисположенский (Виктор Бычков). Хозяину Самсону Большову (Леонид Кулагин) стряпчий как раз и нужен, он планирует объявить себя несостоятельным должником (банкротом). Рисположенский советует переписать всё имущество на приказчика Лазаря Подхалюзина (Дмитрий Мурашев).

## В ролях
- Леонид Кулагин — купец Большов Самсон Силыч[1]
- Нина Усатова — его жена Аграфена Кондратьевна
- Дмитрий Мурашев — Подхалюзин
- Яна Лакоба — Липочка, дочка Большовых
- Лия Ахеджакова — сваха Устинья Наумовна
- Татьяна Тарасова — ключница Фоминишна
- Виктор Бычков — стряпчий Рисположенский

Лия Ахеджакова неоднократно говорила, что это один из её любимых фильмов:

У меня была недавно замечательная роль у прекрасного режиссера Игоря Фёдоровича Масленникова в фильме «Банкрот». Это классика, и роль так написана! Но почему-то фильм этот не пошел по экранам. Я не знаю, в чем дело, что там продюсеры думают, но посмотреть его можно, по-моему, только в Интернете, увы. А роль была просто изумительная. У меня и в театре-то никогда таких не было.— Лия Ахеджакова, 2014 год, интервью газете «Советская Сибирь»

У меня ещё есть пара фильмов, о которых я хочу сказать доброе слово. Например, у Игоря Масленникова я сыграла в «Банкроте» сваху Устинью Наумовну. Это для меня была очень важная роль.— Лия Ахеджакова, 2015